# Vicia afghanica
Vicia afghanica là một loài thực vật có hoa trong họ Đậu. Loài này được Chrtkova miêu tả khoa học đầu tiên.